# Otterndorf
Otterndorf est une petite ville allemande située au nord du pays, dans l'arrondissement de Cuxhaven du Land de Basse-Saxe.
Elle fait partie de la communauté de communes Samtgemeinde Land Hadeln.

## Histoire
Otterndorf a été mentionnée pour la première fois dans un document officiel[Lequel ?] en 1261 sous le nom de Otterentorpe.

### Évolution démographique
| Année     | 1987  | 1990  | 1992  | 1995  | 1997  | 2000  | 2002  | 2005  | 2007  | 2008  | 2009  | 2010  | 2011  |
| --------- | ----- | ----- | ----- | ----- | ----- | ----- | ----- | ----- | ----- | ----- | ----- | ----- | ----- |
| Habitants | 6 051 | 6 142 | 6 267 | 6 244 | 6 444 | 6 817 | 6 965 | 7 102 | 7 068 | 7 049 | 7 110 | 7 093 | 7 068 |

## Jumelages
- Sheringham (Royaume-Uni)
- Penzlin (Allemagne)